# Fritigern
Fritigern (got. Frithugarnis) je bio vizigotski kralj između 369. i 380. godine. Zauzima značajno mjesto među vođama barbarskih plemena koji su počeli proces koji je rezultirao padom Zapadnog Rimskog Carstva.
Prije 376. godine Fritigern je bio jedan od gotskih poglavara sjeverno od donjeg Dunava. Za prevlast nad glavninom gotske populacije sukobljavao se s Atanarikom. Najzad, uz pomoć rimskog cara Valensa porazio je protivnika i u znak zahvalnosti, po tradiciji sačuvanoj kod rimskih povjesničara 5. stoljeća primio kršćanstvo u njegovom arijanskom  vidu.
376. godine Vizigoti su bejžeći pred hunskom navalom, zatražili dozvolu od Valensa za prijelaz Dunava i nasejavanje na rimskom teritoriju gdje bi bili van domašaja Huna. Valens je Fritigernovim pristalicama dao dopuštenje za naseljavanje u provinciji Meziji. Obećao im je tretman rimskih građana ako budu služili kao vojska Rimskom Carstvu. Fritigern je od 376. godine sve teže vladao svojim narodom, zato što su i mnoge Atanarikove pristaše također uspjele prijeći Dunav.
Godine 377., Vizigoti su tražili pomoć od cara zbog gladi koja je u to vrijeme harala njihovim zemljama. Rimski namjesnici, Lucipin i Maksimijan, ne samo da nisu pomogli, nego su doprinijeli stvaranju neprijateljskog stava Vizigota prema Rimljanima. Na kraju je došlo do sukoba, i Fritigern je sa svojim ljudima za kratko vrijeme osvojio cijelu susjednu provinciju - Trakiju, koja je bila mnogo bogatija od Mezije.
U prvim sukobima s rimskom vojskom Fritigern je umalo izbjegao smrt kod Marcijanopola na Dunavu 377. godine. Kriza se nastavila do 378. godine. 9. kolovoza te godine, Fritigern se osvetio za poraz koji su Rimljani nanijeli njegovom narodu u Bitci kod Niša (lat. Naissus) 109 godina ranije, potukavši do nogu rimske trupe u bitci kod Hadrijanopola. Po Amijanu Marcelinu, Fritigern je već u razdoblju prije bitke bio jedan od najutjecajnijih među gotskim poglavarima.
Pobjeda kod Hadrijanopola je stavila pod vizigotsku kontrolu veći dio Balkanskog poluotoka, uključujući i Grčku. Samo su se male oblasti, poput Atene i Konstantinopola, spasile od pljačke, djelomice zahvaljujući tome što Fratigernova vojska nije imala odgovarajuća oruđa, ali i vještine, potrebne za opsade gradova.
Fritigern se u izvorima spominje posljednji put u događajima nakon stupanja na prijestolje novog istočnorimskog cara Teodozija I. (siječanj 379.). Borbe između Rimljana i Gota su vođene s promjenljivom srećom, ali je tijekom 381. godine Teodozije prisilio barbare da se nasele u Trakiji. Fritigern je najvjerojatnije preminuo prije 381. pošto se kao najutjecajniji gotski vladar, koji je 11. siječnja 382. skopio mir s carem, spominje njegov stari rival Atanarik.